# Kế toán quản trị trong chuỗi cung ứng
Kế toán quản trị trong chuỗi cung ứng (hoặc kiểm soát chuỗi cung ứng, SCC) là một phần của khái niệm quản lý chuỗi cung ứng.  Điều này đòi hỏi phải lập kế hoạch, giám sát, quản lý và thông tin về các quy trình sản xuất và hậu cần trong suốt chuỗi giá trị.  Mục tiêu của kế toán quản trị trong chuỗi cung ứng là tối ưu hóa các quy trình này.  Chiến lược này tập trung vào hỗ trợ quản lý.

## Tổng quan
Khi các chuỗi giá trị trở nên phức tạp hơn do toàn cầu hóa, quản lý chuỗi cung ứng (SCM) ngày càng trở nên phù hợp trong lý thuyết và thực tiễn.  SCM bao gồm các nhiệm vụ kiểm soát quản lý rộng lớn.  Phạm vi của các đối tượng này được tóm tắt bởi định nghĩa về kiểm soát chuỗi cung ứng.  Việc chuyển các hệ thống kiểm soát quản lý hiện có (MCM) sang SCM là không đủ vì những điều này chủ yếu nhắm vào nhu cầu nội bộ (công ty).  Ngoài định hướng tài chính trong quá khứ, còn phải có sự đo lường định hướng trong tương lai; một số cách tiếp cận tồn tại trong tài liệu.

## Định nghĩa
Quản lý chuỗi cung ứng (SCM) đã trở nên ngày càng phù hợp về lý thuyết và thực tiễn trong bối cảnh chuỗi cung ứng phức tạp hơn.  SCM thực hiện các nhiệm vụ vận hành rộng rãi, bao gồm kiểm soát chuỗi cung ứng.  Thu giữ  chuyển ba khái niệm chính của tài liệu kiểm soát chuỗi cung ứng của Đức vào các nhu cầu cụ thể của SCM: 
| Tiêu chí                     | Định hướng duy lý                                         | Định hướng phối hợp                                                                                        | Định hướng thông tin |
| ---------------------------- | --------------------------------------------------------- | --- | --- |
| Vấn đề cụ thể                | Đảm bảo tính hợp lý của quản lý chuỗi cung ứng            | Đảm bảo và duy trì sự phối hợp và linh hoạt trong quản lý chuỗi cung ứng                                   | Thông tin liên quan đến quyết định                                                                                      |
| Mục tiêu kiểm soát trực tiếp | Cân bằng các nút thắt liên quan đến nhiệm vụ và nhân viên | Xây dựng hệ thống và phối hợp lập kế hoạch và kiểm soát và cung cấp thông tin trong toàn bộ chuỗi cung ứng | Triển khai hệ thống thông tin toàn chuỗi cung ứng Cung cấp thông tin cụ thể cho mọi người tham gia trong chuỗi cung ứng |
| Mục tiêu kiểm soát gián tiếp | Hệ thống mục tiêu hiệu suất                               | Lợi nhuận (hiệu quả, lợi nhuận ngắn hạn và dài hạn)                                                        | Mục tiêu lợi nhuận và thanh khoản                                                                                       |

Cách tiếp cận theo định hướng hợp lý của việc kiểm soát chuỗi cung ứng phối hợp tất cả những người tham gia trong chuỗi cung ứng để cải thiện hiệu suất.  Các hệ thống quản lý và công cụ chung để đo lường hiệu suất được phát triển, cho phép hướng dẫn cho từng công ty và toàn bộ chuỗi cung ứng.  Cách tiếp cận định hướng phối hợp hỗ trợ lãnh đạo chuỗi cung ứng.  Mục tiêu tổ chức bao gồm lựa chọn đối tác chiến lược, phân phối nhiệm vụ giữa các công ty, quản lý quy trình và đảm bảo cung cấp thông tin cho tất cả người tham gia.  Khái niệm kiểm soát chuỗi cung ứng theo định hướng thông tin nhấn mạnh việc cung cấp cho các đối tác thông tin liên quan để ra quyết định.  Một cấu trúc báo cáo hiệu quả phải được thực hiện, bao gồm các tổ chức chiến lược và hoạt động trong hệ thống và các khía cạnh kỹ thuật của chúng.

## Yêu cầu
Yêu cầu đối với chuỗi cung ứng là sự hỗ trợ của các công ty hợp tác, đảm bảo sự hợp tác trong tương lai; các công ty phải tập trung vào các công cụ và mục tiêu chung.  Đối với điều này, sự hiểu biết về các quy trình trong các công ty tham gia là không thể thiếu.  Trao đổi thông tin (bao gồm dữ liệu nhạy cảm) trong chuỗi cung ứng là cần thiết để đảm bảo sự kiểm soát của nó, với sự phối hợp giữa các hệ thống thông tin nội bộ.  Các yêu cầu đối với kế toán quản trị trong chuỗi cung ứng cao hơn đáng kể so với việc cung cấp các số liệu chính, nhưng đây là một nhiệm vụ cơ bản.

## Nhiệm vụ và chức năng
Các nhiệm vụ và chức năng của kiểm soát có thể được chuyển sang kế toán quản trị trong chuỗi cung ứng, được bổ sung bằng phương pháp liên công ty.  Tuy nhiên, các khía cạnh định hướng quá khứ của khái niệm truyền thống là không phù hợp.  Do tầm quan trọng chiến lược của quản lý chuỗi cung ứng, các yêu cầu kiểm soát hướng tới phải được tính đến.  Do sự phức tạp của chuỗi cung ứng, việc tập trung vào quản lý giao diện là cần thiết.  Trong tài liệu, một số nhiệm vụ và chức năng được xác định.  Kế toán quản trị trong chuỗi cung ứng có các tính năng sau:
- Lập kế hoạch
- Giám sát và kiểm soát
- Cung cấp thông tin
- Phối hợp
- Tính hợp lý và sự phản ánh

## Mục đích
Do các hướng kiểm soát khác nhau, trong kế toán quản trị của chuỗi cung ứng, các mục tiêu khác nhau được theo đuổi và ảnh hưởng lẫn nhau.  Một lần nữa, thách thức là yếu tố liên công ty.  Các công ty độc lập phải đồng ý về một chiến lược chung cho SCM và xác định các mục tiêu chung.  Hai loại mục tiêu tồn tại: trực tiếp và gián tiếp.

### Thẳng thắn
Mục tiêu trực tiếp liên quan đến sự hỗ trợ của SCM và kiểm soát.  Điều này đảm bảo các quy trình hậu cần giữa các bên trong chuỗi cung ứng hoặc giới thiệu hệ thống đo lường hiệu suất chung để xác minh thời gian giao dịch.

### Gián tiếp
Mục tiêu chung, toàn công ty có thể được theo đuổi với kế toán quản trị trong chuỗi cung ứng.  Ví dụ là khả năng cạnh tranh, mở rộng hợp tác, tăng trưởng, phát triển thị trường và định hướng khách hàng lớn hơn.

## Dụng cụ
Kế toán quản trị trong chuỗi cung ứng dựa trên các công cụ truyền thống của kế toán quản trị để thực hiện các mục tiêu xuyên công ty.  Có hai công cụ đo lường: bản đồ chuỗi cung ứng  và tham chiếu hoạt động chuỗi cung ứng (SCOR).

### Phiếu ghi điểm chuỗi cung ứng
Mô hình cơ bản của thẻ điểm cân bằng (BSC) được giới thiệu bởi Kaplan và Norton  vào năm 1992.  BSC đặt mục tiêu đạt được sự cân bằng giữa các biện pháp phi tài chính và tài chính.  Để sử dụng phiếu ghi điểm trong bối cảnh liên công ty, một số sửa đổi về nội dung và cấu trúc là cần thiết.  BSC bao gồm bốn quan điểm chung, hướng đến công ty cá nhân.  Theo đó, một khuôn khổ được chấp nhận chung không tồn tại.  Từ một chiến lược chung, thẻ điểm chuỗi cung ứng (SCS) ánh xạ các biện pháp liên công ty.  Nhà sản xuất bia và Speh lưu ý rằng việc tập trung vào chuỗi cung ứng đòi hỏi bốn quan điểm:
- Lợi ích tài chính
- Mục tiêu quản lý chuỗi cung ứng (SCM)
- Cải thiện SCM
- Lợi ích khách hàng cuối cùng

Không phụ thuộc vào quan điểm, mỗi nên bao gồm các biện pháp nội bộ và liên công ty.

### Chi phí dựa trên hoạt động của công ty
Chi phí dựa trên hoạt động là một mô hình để gán chi phí gián tiếp thành chi phí trực tiếp.  Để sử dụng mô hình này trong bối cảnh chuỗi cung ứng, phải có dữ liệu chi phí và hiệu suất được xác định và phân định nhất quán.  Vì nhiều công ty tham gia vào nhiều hơn một chuỗi cung ứng, tiêu chuẩn hóa trong toàn ngành là có lợi.  Khả năng tương thích của công nghệ thông tin rất quan trọng đối với việc truyền dữ liệu được cải thiện, vì vậy việc nhập thủ công bị hạn chế và đảm bảo tính sẵn sàng cao.  Một số thay đổi là kết quả của chi phí dựa trên hoạt động của công ty chéo:
- Xác định hiệu quả chuỗi cung ứng (tổng hợp dữ liệu chi phí và hiệu suất)
- Phân tích chi tiết (cho các quyết định)
- Quy trình điểm chuẩn giữa các thành viên chuỗi cung ứng
- Hiện thực hóa chi phí mục tiêu

### Hệ thống đo lường hiệu suất chuỗi cung ứng
Một nhiệm vụ chính của kế toán quản trị trong chuỗi cung ứng là đo lường hiệu suất.  Các yếu tố chính của các mục tiêu chiến lược bao gồm đo lường tài nguyên, đầu ra và tính linh hoạt.  Quản lý tài nguyên hiệu quả là rất quan trọng đối với lợi nhuận; không có đầu ra chấp nhận được, khách hàng sẽ chuyển sang các chuỗi cung ứng khác.  Trong một môi trường thay đổi, chuỗi cung ứng phải thích ứng.  Các biện pháp cho hiệu suất tài nguyên bao gồm tổng chi phí, chi phí phân phối, chi phí sản xuất, đo lường hàng tồn kho và tỷ lệ lợi nhuận.  Ví dụ về các biện pháp hiệu suất là số lượng mặt hàng được sản xuất, thời gian cần thiết để sản xuất, sự hài lòng của khách hàng và chất lượng sản phẩm (rất khó thể hiện bằng số).  Giảm đơn hàng trở lại, tăng sự hài lòng của khách hàng và khả năng đáp ứng các biến đổi nhu cầu là những lợi thế liên quan đến tính linh hoạt.